# Paul de Man
 (décembre 2018).
Si vous disposez d'ouvrages ou d'articles de référence ou si vous connaissez des sites web de qualité traitant du thème abordé ici, merci de compléter l'article en donnant les références utiles à sa vérifiabilité et en les liant à la section « Notes et références ».
Paul de Man (né le 6 décembre 1919 et mort le 21 décembre 1983) est un théoricien de la littérature américain d'origine belge. Ami de Jacques Derrida, il a été un théoricien de la déconstruction. 
Il obtient son PhD à Harvard à la fin des années 1950. Par la suite, il enseigne à l'université Cornell, à l'université Johns-Hopkins, à l'université de Zurich et, enfin, à la faculté de littérature française et comparée de l'université Yale où il participe au mouvement déconstructionniste. 
Après sa mort, la découverte d'environ deux cents articles qu'il rédigea pour des journaux collaborationnistes durant la Seconde Guerre mondiale — dont certains à caractère antisémite — suscitèrent une vive controverse.

## Travail académique
C'est en 1966, lors d'une conférence sur le structuralisme à l'université Johns-Hopkins, que de Man rencontre Jacques Derrida, qui prononce pour la première fois « La structure, le signe et le jeu dans le discours des sciences humaines ». Une amitié naquit entre les deux collègues. De Man eut une pratique personnelle de la déconstruction, orientée sur la critique littéraire, d'inspiration philosophique, du romantisme, aussi bien anglais qu'allemand ; il étudia en particulier William Wordsworth, John Keats, Maurice Blanchot, Marcel Proust, Jean-Jacques Rousseau, Nietzsche, Kant, Hegel, Walter Benjamin, William Butler Yeats et Rainer Maria Rilke.
Malgré de grandes différences dans l'œuvre de de Man entre les années 1960 et l'orientation déconstructiviste des années 1970, il existe une profonde continuité. Son article de 1967 « Critique et crise » soutient que, dans la mesure où les œuvres littéraires sont tenues pour des fictions plus que pour des récits factuels, elles illustrent la rupture entre un signe et sa signification : la littérature ne « signifie » rien, mais la critique échappe à cette caractéristique car elle révèle « la nullité des problèmes humains » (the nothingness of human matters). De Man cite à ce propos Rousseau et revient sur une étude récente de Derrida sur cet auteur. Il remarqua plus tard que le refus d'admettre que la littérature ne « signifiait » rien était cause de ce que les départements anglais étaient devenus « de grands organismes au service de tout, sauf de leur objet propre » (« Le retour à la philologie ») : l'étude de la littérature était devenu l'art d'appliquer la psychologie, la politique, l'histoire ou d'autres disciplines au texte littéraire, en vue de faire que le texte « signifie » quelque chose.
L'un des principaux fils conducteurs de l'œuvre de De Man est un effort pour réduire la tension entre rhétorique, c'est-à-dire le langage figuré et les tropes, et la signification. Il met ainsi au jour dans les textes les passages dans lesquels les forces linguistiques « se rassemblent en un nœud qui met fin au processus de compréhension ». Les articles précédents de de Man, dans les années 1960, rassemblés dans Blindness and Insight, montrent une volonté de révéler ces paradoxes dans les textes de la Nouvelle critique et de dépasser le formalisme.

## Articles antisémites
Après le décès de De Man, Ortwin de Graef, un étudiant belge dont les recherches portaient sur la vie et l'œuvre antérieures de de Man, découvrit environ deux cents articles rédigés pour un journal collaborationniste durant la Seconde Guerre mondiale. Dans un article de mars 1941 intitulé « Les Juifs dans la littérature actuelle », de Man affirme que « les Juifs » ont « pollué » la littérature moderne, et que c'est en résistant à « l'infiltration sémite de tous les aspects de la vie européenne » que « notre civilisation » a su conserver toute sa vigueur. Sa conclusion est qu'envoyer les Juifs d'Europe dans une colonie « isolée de l'Europe » serait « une solution au problème juif », et serait sans « conséquence déplorable » pour la littérature. À cette époque, les lois antijuives belges avaient déjà été promulguées, excluant les Juifs des professions juridiques, de l'enseignement, de la fonction publique, et du journalisme. Le 4 août 1942, le premier train de Juifs belges partit pour Auschwitz ; mais de Man continua, jusqu'en novembre 1942, à écrire pour le journal Le Soir, contrôlé par les nazis, et où il semble avoir obtenu un poste grâce à son oncle Hendrik de Man, homme politique influent — quoiqu'il soit probable qu'il ait ignoré ce qu'il advenait réellement des Juifs envoyés à Auschwitz.
La découverte des écrits antisémites de De Man fit la une du New York Times, et provoqua un débat enflammé : Jeffrey Mehlman, professeur de français à l'université de Boston, déclara qu'il y avait « des raisons de voir la déconstruction dans sa globalité comme un vaste projet d'amnistie pour les politiques de collaboration de la Seconde guerre mondiale », tandis que Jacques Derrida publia un long article de réponse aux critiques, en affirmant que « Juger, condamner l'œuvre ou l'homme sur la base de ce qui fut un bref épisode... c'est reproduire le geste exterminateur contre lequel de Man est accusé de ne pas s'être armé plus tôt avec la vigilance nécessaire. Certains lecteurs y virent une connexion contestable entre le criticisme de De Man et l'extermination des Juifs. Derrida écrivit également Mémoires : pour Paul de Man.
En outre, le débat porta sur la signification du fait que de Man ait pu cacher pendant les trente-cinq années de sa vie en Amérique son passé collaborationniste et ses écrits antisémites. Des collègues, étudiants et contemporains de De Man tentèrent de rendre compte à la fois de ce passé et du secret qui suivit, dans Responses: On Paul de Man's Wartime Journalism, édité par Werner Hamacher, Neil Hertz, et Thomas Keenan.

## Publications
- Les Dessins de Paul Valéry, 1948.
- Allegories of Reading: Figural Language in Rousseau, Nietzsche, Rilke, and Proust, 1979.
  - (Allégories de la lecture : le langage figuré chez Rousseau, Nietzsche, Rilke et Proust, trad. par Thomas Trezise, 1989.)
- Blindness and Insight: Essays in the Rhetoric of Contemporary Criticism (2e éd.), 1983.
- The Rhetoric of  Romanticism, 1984.
- The Resistance to Theory, 1986.
- Wartime Journalism, 1934-1943, eds. Werner Hamacher, Neil Heertz, Thomas Keenan, 1988.
- Critical Writings: 1953-1978, Lindsay Waters (ed.), 1989.
- Romanticism and Contemporary Criticism: The Gauss Seminar and Other Papers, eds. E. S. Burt, Kevin Newmark, and Andrzej Warminski, 1993.
- Aesthetic Ideology, ed. Andrzej Warminski, 1996.